# I falsari (André Gide)
I falsari è un romanzo di André Gide, pubblicato nel 1925 con il titolo di Les Faux-monnayeurs nella rivista NRF (Nouvelle Revue Française), quando Gide era già celebre sia come autore, sia per le sue posizioni provocatorie e scandalistiche. Questo romanzo fu anche l'occasione per Gide di una coraggiosa e appassionata difesa dell'omosessualità, presentando in esso un numero considerevole di personaggi maschili gay o bisessuali; parte importante della trama è la raffigurazione delle varie possibilità di relazione omoerotica, sia positive che negative.
L'autore afferma di ritenerlo il suo primo vero «romanzo», giudicando le opere precedenti solo racconti, ed effettivamente si tratta di un'opera dalla novità dirompente, che vuole interrompere la credibilità del romanzo realista, offrendo diversi punti di vista e creando sconcerto nel lettore. Il lavoro illustra inoltre le idee di Gide sulla pederastia, già in parte teorizzate nel precedente Corydon. 
Il romanzo, considerato parte della "crisi della narrazione" che ha portato all'idea di antiromanzo, ha aperto la strada a una scrittura narrativa che riflette sui propri procedimenti e sulle proprie tecniche. 

## Trama
La vicenda, molto intricata, si svolge tra l'estate e l'autunno di un anno imprecisato, all'inizio del XX secolo, e coinvolge un gruppo di studenti liceali della borghesia parigina che si accingono a dare l'esame di maturità (Bac). L'autore la racconta in parte direttamente, commentando personaggi ed episodi come a lui estranei, in parte dietro il personaggio principale, Edouard (suo alter ego), che tiene un diario molto prolisso e sta scrivendo un romanzo dal titolo, appunto, I falsari; questo romanzo in formazione pare che si sviluppi seguendo le disavventure dei suoi amici, modellandosi su di loro.
Bernard Profitendieu è uno dei compagni di scuola di Oliver, che si sta preparando per dare gli esami; avendo scoperto d'essere un bastardo prende ciò come pretesto per una fuga da casa. Trascorre una notte nel letto di Oliver, ed ascolta l'amico raccontargli di una sua recente visita ad una prostituta, ma gli confessa di non aver trovato l'esperienza molto piacevole.
Dopo, Bernard ruba la valigia appartenente allo zio dell'amico, Edouard, ed attraverso varie complicazioni che ne derivano finisce col diventarne segretario, seguendolo in Svizzera; Oliver viene preso dalla gelosia e cade nelle mani del cinico conte de Passavant, un personaggio decisamente diabolico, e viaggia con lui attraverso il Mar Mediterraneo, iniziando ad assomigliare sempre più al conte. 
Nel frattempo Bernard ed Edouard si rendono conto di non adattarsi l'uno all'altro e decidono di lasciarsi; Bernard viene costretto ad accettare un altro lavoretto provvisorio prima di tornarsene in famiglia. Ora il segretario di Edouard è diventato Oliver e, dopo una serata movimentata in cui si mette da solo grossolanamente in imbarazzo, il ragazzo finisce a letto assieme allo zio: finalmente riescono a soddisfare la forte attrazione reciproca che avevano sempre sentito l'uno per l'altro ma che non erano ancora mai stati in grado di esprimere appieno.
Intanto il fratello più giovane di Oliver, Georges, viene coinvolto nella vendita di un anello falso. Viene anche raccontata la relazione che il fratello maggiore Vincent ha con Laura, una donna sposata molto più grande di lui, che egli però abbandona prima che partorisca suo figlio.

## Commento
Tale stile di narrazione crea una serie di scatole cinesi tra loro incastrate. Edouard infatti racconta nel suo diario che sta scrivendo un romanzo, dal titolo "I falsari", il cui protagonista è anch'egli un romanziere.
Pian piano si arriva a scoprire chi siano i «falsari», cioè gli spacciatori di monete false. Tuttavia la parte riservata ai falsari-spacciatori è del tutto insignificante rispetto all'attenzione che Gide rivolge ai falsari morali, falsificatori nell'amore, nell'amicizia e nei rapporti sociali.
Con distacco e ironia l'autore conferisce ai suoi personaggi di tenera età, anche se crudeli e corrotti, un'intelligenza lucida di sé e del mondo, che fa giustizia di qualsiasi ipocrita moralismo, di ogni tempo e di ogni fede.

## Edizioni
- André Gide, I falsari, traduzione di Oreste Del Buono, Bompiani, 2004.